# Лукас Тореира
Лукас Себастијан Тореира ди Пасква (шп. Lucas Sebastián Torreira Di Pascua; Фрај Бентос, 11. фебруар 1996) професионални је уругвајски фудбалер који игра у средини терена на позицији дефанзивног везног играча и тренутно наступа за Галатасарај и репрезентацију Уругваја.

## Клупска каријера
Тореира је фудбалом почео да се бави у локалној екипи из свог родног града, да би потом прешао у омладинску школу Монтевидео вондерерса. Већ у јануару 2014. прелази у јуниорску екипу италијанске Пескаре, а за први тим Пескаре који се тада такмичио у Серији Б дебитовао је годину и по дана касније, у утакмици против Варезеа играној 16. маја 2015. године. Током прве професионалне сезоне у каријери одиграо је свега 8 утакмица, од чега 5 првенствених.
По окончању сезоне 2014/15. у јулу 2015. прелази у редове екипе Сампдорије за 2 милиона евра, али и наредну сезону остаје у Пескари где игра као позајмљен играч.
За екипу Сампдорије дебитује већ у првој утакмици сезоне 2016/17. против Емполија, играној 21. августа. Током те сезоне Тореира је одиграо 35 од могућих 38 лигашких утакмица, а статус стандардног првотимца Сампдорије задржао је и наредне сезоне.
Након одличних партија на СП у Русији, 10. јула 2018. год. прелази у Лондонски Арсенал за суму од 30 милиона евра.
Дана 5. октобра 2020. године је прешао на једногодишњу позајмицу у Атлетико Мадрид.

## Репрезентативна каријера
За репрезентацију Уругваја дебитовао је 23. марта 2018. у пријатељској утакмици против Чешке, а потом је играо и на још два пријатељска сусрета против Велса и Узбекистана.
Селектор Оскар Табарез уврстио га је на списак репрезентативаца за Светско првенство 2018. у Русији, где је и дебитовао већ на првој утакмици свог тима у групи А против селекције Египта.